# Vangelo della Perfezione
Il Vangelo della Perfezione è un vangelo gnostico, scritto probabilmente tra il II-III secolo. Andato perduto, ne sono pervenute solo testimonianze indirette tramite alcuni Padri della Chiesa. 
Il titolo è altresì citato nel Vangelo dell'Infanzia, in cui si afferma che le opere del giovane Gesù vanno al di là di quelle raccolte e raccontate nel Vangelo dell'Infanzia stesso o nel Vangelo della Perfezione.
Secondo alcune interpretazioni, il Vangelo della Perfezione sarebbe un testo della corrente degli Ofiti e coinciderebbe con un altro vangelo gnostico perduto, il Vangelo di Eva, nonostante le parole di Epifanio di Salamina implichino che si tratti di due testi distinti.
Secondo altre interpretazioni, esso corrisponderebbe invece al Vangelo di Filippo.